# Avenida Veintiocho de Julio (Cusco)
La avenida Veintiocho de Julio es una avenida del distrito de Wanchaq en la ciudad de Cusco, en el Perú. Se extiende de oeste a este formando un importante corredor vial entre el aeropuerto Velasco Astete y el centro histórico. Su trazo es continuado al este por la Vía Expresa.

## Recorrido
Se inicia en el óvalo Pachacútec, punto de confluencia de las avenidas San Martín, Sucre y Luis Vallejo Santoni.